# Ladybird (film)
Pour les articles homonymes, voir Ladybird.
Ne doit pas être confondu avec Lady Bird (film, 2017).
Pour plus de détails, voir Fiche technique et Distribution.
Ladybird (Ladybird, Ladybird) est un film britannique réalisé par Ken Loach et sorti en 1994.
Le récit évoque l'histoire d'une mère à qui les services sociaux et la justice, croyant bien faire, retirent plusieurs de ses enfants.

## Résumé
Maggie Conlan rencontre Jorge, un émigré paraguayen qui fuit les violences de son pays, et lui raconte son histoire. Elle a eu quatre enfants avec quatre hommes différents et vit avec un homme qui la bat. Pour ce motif, les services sociaux s'intéressent à son cas et lui proposent de la loger dans un foyer spécial. Un soir, alors qu'elle sort pour la première fois en laissant ses enfants seuls, un incendie se déclare dans le foyer, brûlant partiellement l'aîné, Sean. Sean lui est retiré, puis c'est au tour de ses autres enfants. L'homme avec qui elle vit la quitte. 
Maggie a passé la nuit à raconter son histoire à Jorge et ils tombent amoureux. Peu de temps après, une décision judiciaire lui refuse de récupérer ses enfants. Maggie et Jorge décident d'emménager dans un nouvel appartement. Le voisinage se méfie de Jorge. Maggie tombe enceinte de Jorge et donne naissance à une fille. Tout se passe bien jusqu'à ce qu'une assistante sociale vienne s'enquérir de la santé du bébé et remarque que Maggie s'est blessée au visage, blessure qu'elle s'est faite à cause d'une porte de meuble de cuisine. Suspectant encore Maggie d'inaptitude à élever un enfant et, à tort, son compagnon de la battre, les services sociaux confient son bébé à une famille d'accueil. Maggie essaie de convaincre la justice qu'elle peut élever sa fille mais la décision est entérinée, notamment à cause du témoignage d'une voisine qui déteste le couple. Elle ne pourra plus jamais revoir sa fille ; de plus Jorge est menacé d'expulsion car il a travaillé en Angleterre sans permis de travail.
Maggie et Jorge ont à nouveau une fille ensemble. À peine le bébé est-il né qu'il est une fois de plus retiré à ses parents. Excédée, Maggie essaie de se jeter de la fenêtre de sa chambre d'hôpital. Finalement Jorge obtient un passeport et après une dispute, le couple finit par se réconcilier. 
À la fin du film on apprend qu'ils ont eu trois enfants par la suite et qu'ils ont pu les garder mais que Maggie n'a jamais revu ses autres enfants.

## Fiche technique
- Réalisateur : Ken Loach
- Scénario : Rona Munro
- Compositeur : Georges Fenton
- Directeur de la photographie : Barry Ackroyd
- Monteur : Jonathan Morris
- Chef décorateur : Martin Johnson
- Société de production : Channel Four Films
- Pays d'origine :  Angleterre
- Langue originale : Anglais
- Genre : Film dramatique  , film social
- Date de sortie :
  -  France : 28 septembre 1994
- Durée  : 1 h 42

## Distribution
- Crissy Rock : Maggie Conlan
- Vladimir Vega : Jorge
- Sandie Lavelle : Mairead
- Mauricio Venegas : Adrian
- Ray Winstone : Simon
- Claire Perkins : Jill
- Jason Stracey : Sean
- Luke Brown : Mickey
- Lily Farrell : Serena
- Scottie Moore : Le père de Maggie
- Linda Ross : La mère de Maggie
- Kim Hartley : Maggie à 5 ans
- Jimmy Batten : Le type au karaoke
- Sue Sawyer: La mère de Foster
- Pamela Hunt : Mme Higgs

## Autour du film
- L'Ours d'argent de la meilleure actrice est décerné à Crissy Rock et le film remporte également le prix FIPRESCI et le prix du jury œcuménique à la Berlinale 1994.
- Le titre du film vient d'une comptine anglaise :
 « Ladybird, Ladybird,
Fly away home,
Your house is on fire
And your children are gone ;
All except one
And that's little Ann
And she has crept under
The frying pan. »

soit, en français  :

« Coccinelle, Coccinelle
Va t'en vite de chez toi
Ta maison est en feu
Et tes enfants s'en sont allés
Tous sauf une
C'est la petite Ann
Et elle s'est cachée sous
La poêle. »